# ميغيل أنجيلو (لاعب كرة قدم)
ميغيل أنجيلو هو لاعب كرة قدم برتغالي في مركز الوسط، ولد في 5 يناير 1970 في ساو جواو دا ماديرا في البرتغال. لعب مع سانجوانينسي ‏.

## وصلات خارجية
- ميغيل أنجيلو (لاعب كرة قدم) على موقع قاعدة بيانات كرة القدم.إي يو (الإنجليزية)